# Roan (zespół muzyczny)
ROAN (Roan) – polski zespół rockowy założony w 1991 roku w Solcu Kujawskim, od początku działalności charakteryzujący się łatwością łączenia różnych stylów muzycznych: punk, rock i reggae. 
Zespół zadebiutował na festiwalu w Jarocinie w 1991 r., gdzie zdobył trzy nagrody. W 1996 Roan nagrał jeden ze swoich największych przebojów „Ten zimowy czas” z udziałem między innymi Piaska i Nazara. Dwukrotnie grał koncerty w USA, między innymi w Nowym Jorku (1998) i Los Angeles (2000).
Od 2006 r. zespół regularnie koncertuje w Chinach, gdzie, jak mówi Andrzej Man, określany jest przez media jako Beatlesi. W styczniu 2017 i 2018 r. zagrał w Szanghaju, Pekinie i Ningbo 4 koncerty w ramach finału WOŚP z udziałem Jurka Owsiaka i nawiązał współpracę z chińskim wokalistą reggae Da Shu.
Roan zagrał też 14 koncertów w ramach akcji „Narkotyki na śmietniki” i stworzył akcję profilaktyczną, łączącą koncerty rockowe z walką z uzależnieniami pn. „Hejtujemy dopalacze”. Zespół wystąpił na festiwalu Przystanek Woodstock w 2015 i 2018 roku.

## Nazwa
Nazwa zespołu pochodzi od pierwszych sylab imion założycieli zespołu, perkusisty Romka Rojewskiego i basisty Andrzeja Mana, jej początki sięgają amatorskiego grania jeszcze w szkole średniej. Gitarzystą został Andrzej Sroka.

## Historia
W 1991 r. po dołączeniu do zespołu wokalisty Zbigniewa Mana, brata Andrzeja, zespół wystąpił na festiwalu w Jarocinie. Koncert na małej scenie został bardzo dobrze przyjęty przez punkową publiczność i jury festiwalu, które przyznało m.in. nagrodę dla wokalisty za osobowość sceniczną. Zespół wystąpił też na dużej scenie. Wiosną 1992 roku Roan nawiązał współpracę z Walterem Chełstowskim i Jurkiem Owsiakiem, czego efektem były nagrania w studiu CCS oraz drugi po Zdrowej Wodzie koncert w ramach tworzącej się dopiero WOŚP. Jako jeden z laureatów wystąpił też na dużej scenie festiwalu w Jarocinie w 1992, podczas finału Orkiestry. W 1993 r. zespół wydał debiutancką płytę „Ogień”, zawierającą utwory w stylu punk i reggae. Jej bardzo ciepłe przyjęcie zaowocowało wieloma koncertami w całej Polsce, a przebojami stały się grane do dzisiaj „To co czujesz”, „Jak fale” czy „Babilon”. Zespół wystąpił też na festiwalu w niemieckim Wacken.
W 1995 r. Roan wydał płytę „Cukier”, z której pochodzą utwory „W każdym z nas” i „W imię cudzych kłamstw”. Utwory z płyty grane były na trasie koncertowej w radiach w całej Polsce oraz na wielu festiwalach rockowych. W roku 1998 zespół poleciał do USA, w Nowym Jorku powstał klip do piosenki „Nocny dym”, a w klubach w New Jersey Roan zagrał 3 koncerty. Zespół dwa razy wystąpił na Festiwalu Piosenki Polskiej w Opolu.

## Koncerty w Chinach
W 2006 roku Roan po raz pierwszy poleciał do Chin, w ramach współpracy Bydgoszczy z miastem partnerskim Ningbo. W tym liczącym ponad 8 mln mieszkańców uniwersyteckim mieście zespół zagrał kilka koncertów, które spotkały się z entuzjastycznym przyjęciem publiczności i dziennikarzy muzycznych. Powstał tam nowy teledysk do piosenki „To co czujesz”. Roan nawiązał współpracę z klubami i uniwersytetami, co przyniosło efekt w postaci 17 wielkich tras koncertowych i 150 koncertów, zagranych w największych miastach Chin na przestrzeni 12 lat.
Jako jeden z niewielu europejskich zespołów rockowych Roan wydał dwie oficjalne płyty na rynku chińskim, dzięki firmie Time z miasta Wuhan. Wydawnictwa były intensywnie promowane w chińskich mediach, w ramach trasy koncertowej Roan zagrał swój największy koncert na stadionie w Ningbo dla 25 tysięcy fanów. W promocji brały udział m.in. chińska telewizja CCTV, polski TVN oraz telewizja BBC, która nakręciła program pt. „Rock w Chinach”. Zespół wystąpił na wielkich festiwalach, m.in. na Pekin Rock Music w 2014 r. i Peace and Love w Wuhan w 2015. W 2009 roku powstał reportaż Balbiny Bruszewskiej „Bydgoszcz podbija Chiny” o trasie koncertowej zespołu z 2008 r.
W 2014 r. Roan nawiązał współpracę ze znanym chińskim piosenkarzem i kompozytorem Da Shu, wykonującym muzykę reagge. Powstały dwie wspólne płyty: „Journey”(2015,APG China) oraz „Falling Red” (2019,Time China), zawierające kompozycje w stylu rock i reggae autorstwa Da Shu i Roan. Płyty były promowane przez radia i telewizje w Wuhan, Szaghaju, Pekinie, Ningbo i innych wielkich miastach. Ciekawostką może być fakt, że podczas kręcenia wideoklipu do piosenki „Shu” na największym moście w Szanghaju na pół godzin zamknięto ruch uliczny. W 2018 r. Da Shu wystąpił z Roanem na Pol’and Rock Festival.
W roku 2017, przy współudziale telewizji TVN, zespół Roan zorganizował i zagrał w Szanghaju finał Wielkiej Orkiestry Świątecznej Pomocy. W roku 2018 na kolejny finał do Państwa Środka z Roanem wybrał się Jurek Owsiak. Zespół zagrał trzy koncerty w Pekinie, Ningbo i Szanghaju, w legendarnym klubie Hard Rock Cafe.
W 2019 roku zespół podpisał umowę na 36 koncertów w ramach kolejnej trasy koncertowej w Chinach, obejmującej występy w salach teatralnych i operowych. Występy zaplanowane na marzec 2020 roku zostały odwołane i zawieszone z powodu pandemii.

## Ważne utwory i wydarzenia
„Chodźmy tam, gdzie jest ogień”, „To co czujesz” - utwory z debiutanckiej płyty, ważne podczas koncertów dawniej i dzisiaj, chętnie słuchane pomimo upływu czasu.
„Ten zimowy czas” – okolicznościowa, świąteczna piosenka nagrana ze znanymi artystami, stała się największym radiowym przebojem zespołu.
„Naturalna moc” – piosenka będąca hymnem akcji społecznej pn. Hejtujemy dopalacze.
„Podnieś głowę” – przebój z roku 2010, grany na festiwalach w Sopocie i Opolu, Eska Hit Festiwal i wielu innych. Utwór z albumu „Soundcheck”, wydanego w 2010 r. przez firmę Warner.
Zespół Roan bierze udział w akcjach charytatywnych i społecznych. Od 1992 r. uczestniczy w akcji WOŚP, w 2009 r. grał 14 koncertów w ramach akcji „Narkotyki na śmietniki”. Muzycy grupy Roan są pomysłodawcami i współwykonawcami akcji społecznej „Hejtujemy dopalacze”. Koncerty rockowe połączone z rozmowami z terapeutami oraz policjantami adresowane są do uczniów szkół i mają za zadanie uświadomić szkodliwość korzystania z dopalaczy i narkotyków.

## Skład
Stan na 2023-04-26.
- Zbigniew Man – śpiew, gitara
- Andrzej Sroka – gitara
- Andrzej Man – gitara basowa
- Marcin Ściesiński – perkusja[potrzebny przypis]

## Dyskografia
Stan na 2023-04-26.
Albumy studyjne
- Ogień (1994)
- Cukier (1995)
- Denis[sic] Rodman Club (1998)
- Przez cały dzień przez cały czas (2001)
- Soundcheck (2011)
- Journey (2015)[2]

Albumy kompilacyjne
- 1995–2005 (2005)